# Tipula octoplagiata
Tipula octoplagiata är en tvåvingeart som beskrevs av Alexander 1951. Tipula octoplagiata ingår i släktet Tipula och familjen storharkrankar.
Artens utbredningsområde är Madagaskar. Inga underarter finns listade i Catalogue of Life.